# La Mure
La Mure és un municipi francès situat al departament de la Isèra i a la regió d'Alvèrnia-Roine-Alps. L'any 2007 tenia 5.076 habitants.

## Demografia

### Població
El 2007 la població de fet de La Mure era de 5.076 persones. Hi havia 2.336 famílies de les quals 936 eren unipersonals (364 homes vivint sols i 572 dones vivint soles), 724 parelles sense fills, 468 parelles amb fills i 208 famílies monoparentals amb fills.
La població ha evolucionat segons el següent gràfic:
Habitants censats

### Habitatges
El 2007 hi havia 2.817 habitatges, 2.380 eren l'habitatge principal de la família, 100 eren segones residències i 337 estaven desocupats. 1.362 eren cases i 1.440 eren apartaments. Dels 2.380 habitatges principals, 1.058 estaven ocupats pels seus propietaris, 1.091 estaven llogats i ocupats pels llogaters i 231 estaven cedits a títol gratuït; 65 tenien una cambra, 287 en tenien dues, 661 en tenien tres, 743 en tenien quatre i 624 en tenien cinc o més. 1.344 habitatges disposaven pel capbaix d'una plaça de pàrquing. A 1.161 habitatges hi havia un automòbil i a 634 n'hi havia dos o més.

### Piràmide de població
La piràmide de població per edats i sexe el 2009 era:
| Homes | Edats   | Dones |
| ----- | ------- | ----- |
| 4     | 95 o +  | 20    |
| 16    | 90 a 94 | 44    |
| 32    | 85 a 89 | 76    |
| 48    | 80 a 84 | 68    |
| 92    | 75 a 79 | 184   |
| 156   | 70 a 74 | 176   |
| 116   | 65 a 69 | 208   |
| 136   | 60 a 64 | 160   |
| 104   | 55 a 59 | 132   |
| 152   | 50 a 54 | 152   |
| 208   | 45 a 49 | 196   |
| 148   | 40 a 44 | 180   |
| 168   | 35 a 39 | 136   |
| 196   | 30 a 34 | 172   |
| 172   | 25 a 29 | 204   |
| 116   | 20 a 24 | 124   |
| 176   | 15 a 19 | 184   |
| 140   | 10 a 14 | 116   |
| 124   | 5 a 9   | 132   |
| 116   | 0 a 4   | 88    |

## Economia
El 2007 la població en edat de treballar era de 2.978 persones, 2.015 eren actives i 963 eren inactives. De les 2.015 persones actives 1.770 estaven ocupades (945 homes i 825 dones) i 245 estaven aturades (98 homes i 147 dones). De les 963 persones inactives 354 estaven jubilades, 220 estaven estudiant i 389 estaven classificades com a «altres inactius».

### Ingressos
El 2009 a La Mure hi havia 2.454 unitats fiscals que integraven 5.112 persones, la mediana anual d'ingressos fiscals per persona era de 15.868 €.

### Activitats econòmiques
Dels 358 establiments que hi havia el 2007, 4 eren d'empreses extractives, 12 d'empreses alimentàries, 5 d'empreses de fabricació de material elèctric, 13 d'empreses de fabricació d'altres productes industrials, 41 d'empreses de construcció, 88 d'empreses de comerç i reparació d'automòbils, 11 d'empreses de transport, 34 d'empreses d'hostatgeria i restauració, 2 d'empreses d'informació i comunicació, 18 d'empreses financeres, 18 d'empreses immobiliàries, 29 d'empreses de serveis, 54 d'entitats de l'administració pública i 29 d'empreses classificades com a «altres activitats de serveis».
Dels 102 establiments de servei als particulars que hi havia el 2009, 1 era una oficina d'administració d'Hisenda pública, 1 gendarmeria, 1 oficina de correu, 6 oficines bancàries, 2 funeràries, 8 tallers de reparació d'automòbils i de material agrícola, 1 taller d'inspecció tècnica de vehicles, 2 autoescoles, 6 paletes, 4 guixaires pintors, 5 fusteries, 9 lampisteries, 4 electricistes, 2 empreses de construcció, 12 perruqueries, 3 veterinaris, 3 agències de treball temporal, 21 restaurants, 6 agències immobiliàries, 2 tintoreries i 3 salons de bellesa.
Dels 48 establiments comercials que hi havia el 2009, 3 eren supermercats, 3 grans superfícies de material de bricolatge, 1 una botiga de més de 120 m², 2 botiges de menys de 120 m², 9 fleques, 6 carnisseries, 4 llibreries, 10 botigues de roba, 2 sabateries, 1 una botiga d'electrodomèstics, 1 una botiga de mobles, 1 una botiga de material esportiu, 1 un drogueria i 4 floristeries.
L'any 2000 a La Mure hi havia 16 explotacions agrícoles que ocupaven un total de 518 hectàrees.

## Equipaments sanitaris i escolars
El 2009 hi havia 1 hospital de tractaments de curta durada, 1 hospital de tractaments de mitja durada (seguiment i rehabilitació), 1 un hospital de tractaments de llarga durada, 1 centre d'urgències, 1 centre de salut, 3 farmàcies i 1 ambulància.
El 2009 hi havia 2 escoles maternals i 3 escoles elementals. A La Mure hi havia 2 col·legis d'educació secundària i 1 liceu d'ensenyament general. Als col·legis d'educació secundària hi havia 776 alumnes i als liceus d'ensenyament general 403.

## Poblacions més properes
El següent diagrama mostra les poblacions més properes.